# Istiophorus
Istiophorus, anche pesce vela, è un genere di pesci ossei marini appartenente alla famiglia Istiophoridae.

## Specie
- Istiophorus albicans
- Istiophorus platypterus[1]

## Distribuzione e habitat
Il genere si incontra in tutti gli oceani alle latitudini tropicali e subtropicali. Si tratta di pesci pelagici. Nel mar Mediterraneo sono presenti, molto rare, entrambe le specie.